# Tonio Kröger
Tonio Kröger er titlen på en novelle af Thomas Mann fra 1903 om den unge forfatters splittelse mellem at være kunstner eller borger. Novellen handler blandt andet om kunstnerens overvejelser omkring sin homoseksualitet, og om han skal leve den ud. Hovedpersonens splittelse skildres klart i hans udtalelse "Ich stehe zwischen zwei Welten, ich bin in keiner daheim und habe es infolgedessen ein bisschen schwer." (Jeg står imellem to verdener, jeg føler mig ikke hjemme i nogen af dem og har det derfor en smule svært.)
Novellen foregår til dels i Ålsgårde i Nordsjælland.
| Bog | Spire Denne artikel om bøger og tidsskrifter er en spire som bør udbygges. Du er velkommen til at hjælpe Wikipedia ved at udvide den. |